# أليساندرو بيو
اليساندرو بيو (بالإيطالية: Alessandro Piu) (30 يوليو 1996 بأوديني في إيطاليا - ) هو لاعب كرة قدم إيطالي في مركز الهجوم. شارك مع منتخب إيطاليا تحت 17 سنة لكرة القدم ومنتخب إيطاليا تحت 18 سنة لكرة القدم ومنتخب إيطاليا تحت 19 سنة لكرة القدم ومنتخب إيطاليا تحت 20 سنة لكرة القدم ومنتخب إيطاليا تحت 21 سنة لكرة القدم. أما مع النوادي، فقد لعب مع نادي إمبولي.

## وصلات خارجية
- أليساندرو بيو على موقع قاعدة بيانات كرة القدم.إي يو (الإنجليزية)
- أليساندرو بيو على موقع Soccerway.com (الإنجليزية)
- أليساندرو بيو على موقع عالم كرة القدم.نت (الإنجليزية)